# کریستینا فلدمان
کریستینا فلدمان (لهستانی: Krystyna Feldman؛ ۱ مارس ۱۹۱۶ – ۲۴ ژانویه ۲۰۰۷) بازیگر اهل لهستان بود. او در سال ۲۰۰۵ برندهٔ جایزه بزرگ بهترین بازیگر زن و بهترین فیلم در چهلمین جشنواره بین‌المللی فیلم کارلووی واری شد.
از فیلم‌های او می‌توان به منم، دزد، دارکوب، خاکسپاری یک سیب‌زمینی، با آتش و شمشیر، سال‌های شیرین، چهل‌ساله، خانه کشیش، قماری بالاتر از زندگی، جهان به روایت خانواده کیپسکی و افسانه‌ای باستانی: آن هنگام که خورشید ایزد بود اشاره کرد.